# Gondrecourt-le-Château
Gondrecourt-le-Château is een gemeente in het Franse departement Meuse (regio Grand Est). Gondrecourt-le-Château telde op 1 januari 2022 1.041 inwoners.
De plaats maakt deel uit van het arrondissement Commercy en sinds maart 2015 van het kanton Ligny-en-Barrois. Daarvoor was het de hoofdplaats van het bij het toen opgeheven kanton Gondrecourt-le-Château.

## Geografie
De oppervlakte van Gondrecourt-le-Château bedroeg op 1 januari 2022 51,33 vierkante kilometer; de bevolkingsdichtheid was toen 20,3 inwoners per km².

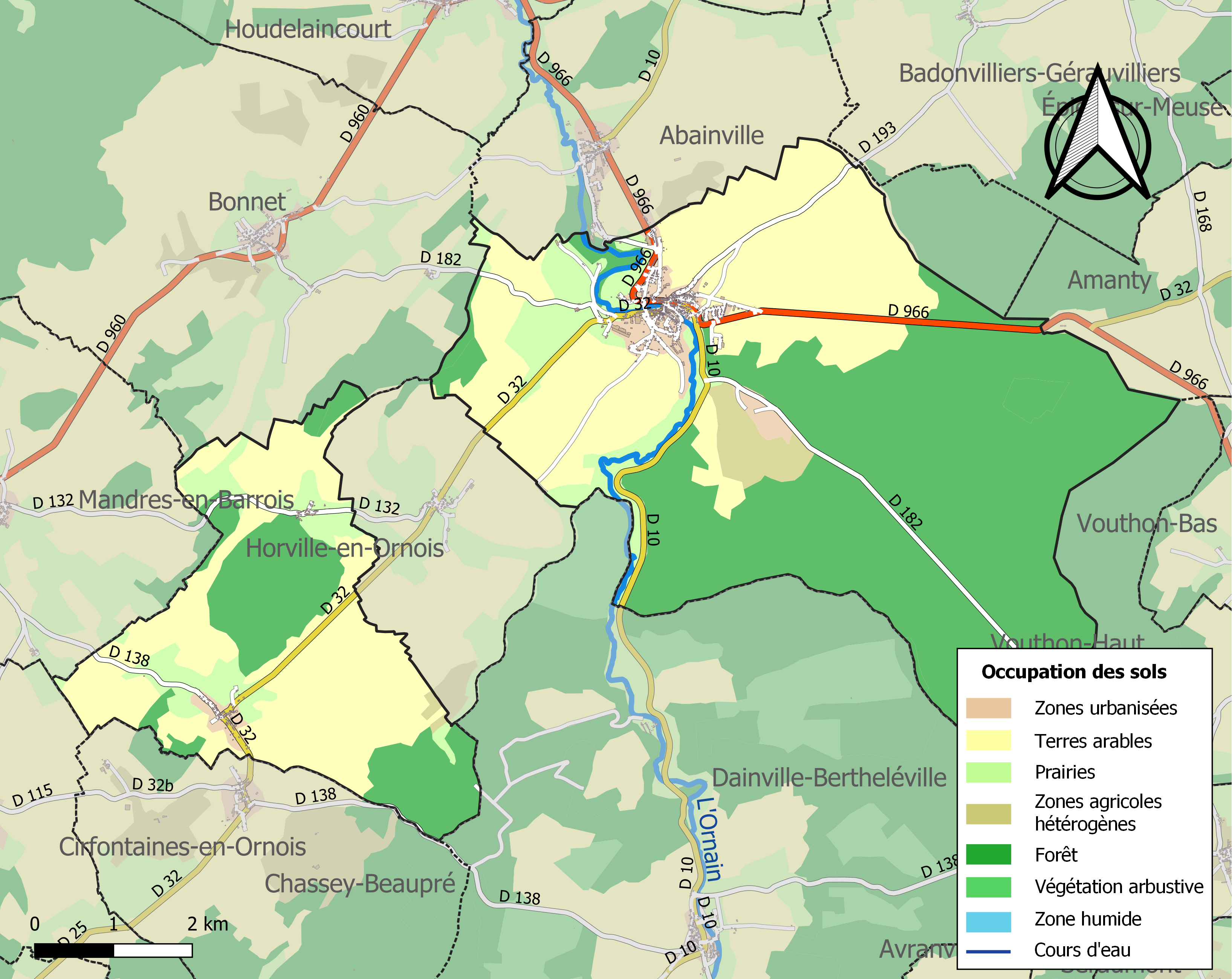
Kaart van de gemeente met de belangrijkste infrastructuur, bodemgebruik en omliggende gemeenten

## Demografie
Onderstaande figuur toont het verloop van het inwonertal (bron: INSEE-tellingen).